# Francesco Ceccarelli
Francesco Ceccarelli   (Foligno, 1752 - Dresden, 21 de setembre de 1814) va ser un cantant italià de castrats.

## Biografia
Nascut a Foligno el 1752, Francesco Ceccarelli va debutar al "Teatre del Leone d'Oro" de Perugia durant el carnaval de 1770, interpretant els papers femenins d'Angelica i Fiorina a les òperes còmiques Le astuzie di Rosina, e Burlotto de Carlo Franchi i Le Campagnaine. bizarre de Niccolò Piccinni. Castrat abans de la pubertat, Ceccarelli es va perfeccionar sota la supervisió del contralt Florido Baldigara a Città di Castello, on va treballar com a cantor de la catedral fins al 1774. En aquests anys va tornar a dedicar-se a l'òpera, cantant, per exemple, el paper de Roccolina a Gli uccellatori de Pietro Guglielmi al teatre Illuminati el 1772. El 1774 va tornar al seu poble natal Foligno per cantar el Demetrio de Carlo Ignazio Monza al "Teatro dell'Aquila", abans d'afirmar-se a l'escenari italià cantant a Venècia i Verona entre el 1775 i el 1776.
Després del parèntesi venecià, cantant de la capella de la cort de l'arquebisbe de Salzburg i en els darrers anys va establir una profunda amistat amb Mozart. La proximitat entre ambdós està confirmada per l'intercanvi de cartes i pel fet que, com ha demostrat Biancamaria Brumana, Ceccarelli va ser retratat per Johann Nepomuk Della Croce, retratista de tota la família Mozart. L'amistat amb Mozart també va marcar una fructífera associació artística entre el castrat i el compositor, que va escriure el recitatiu específicament per a ell i els oboès rondo, dues corns i cordes). Ceccarelli també va cantar les obres K275 (Messa in si bem.) I K272b (Missa brevis número 9), obtenint un gran reconeixement en particular per la segona. El musicòleg Cliff Eisen va plantejar la hipòtesi que cap al 1780 Mozart va revisar lExultate jubilate especialment per la veu de Ceccarelli, conegut per la seva excel·lent tècnica i la bellesa dels seus passatges i trills.
Durant els anys de Salzburg, Cecarelli també va fer una rara aparició operística, cantant el paper de Posidó a la rondalla pastoral dAntonio Pio Nettuno ed Egle (1783). De 1788 a 1792 va ser contractat a la cort de Magúncia, on rep 800 florins a l'any sota la supervisió musical del mestre de capella Vincenzo Righini. Tal com estipulava el contracte, durant els quatre anys a Magúncia Ceccarelli es va permetre dos períodes de descans per organitzar concerts a Múnic i Frankfurt. Del 1793 al 1799 va seguir una intensa activitat operística a Itàlia, que el va veure trepitjar les escenes de Nàpols (1793-1795), Venècia (1795 i 1797), Florència (1795), Màntua (1796), Ferrara (1796, 1798), Livorno (1798), Pàdua (1798) i Triesta (1799).
El 1800, quan el seu declivi vocal li va impedir continuar la seva carrera operística, Ceccarelli va ser contractat a la cort de Dresden com a Kammersänger i va ocupar el càrrec fins a la seva mort el 21 de setembre de 1814.